# Гевонт
Гевонт (пол. Giewont) — гірський масив у Татрах. Повністю знаходиться на території Польщі. Найбільша висота — 1895 метрів.
Охоплює 3 вершини:
- Малий Гевонт (пол. Mały Giewont, 1,728 м)
- Великий Гевонт (пол. Wielki Giewont, 1,895 м)
- Довгий Гевонт (пол. Długi Giewont, 1,867 м).

Між Великим і Довгим Гевонтом знаходиться гірський перевал Щерба. Масив височіє над курортним містом Закопане.
На Великому Гевонті 19 серпня 1901 року було змонтовано великий металевий хрест. Це місце є об'єктом паломництва.
В польському фольклорі існує легенда, згідна з якою цей масив є лицарем, котрий спить, проте прокинеться, коли Польща буде в небезпеці. Профіль масиву нагадує лицаря, котрий лежить. Довгий Гевонт — його торс, а Великий — його обличчя (з трьома піками, які схожі на підборіддя, ніс та брови)
Гевонт лежить на території Татринського національного парку.

## Галерея

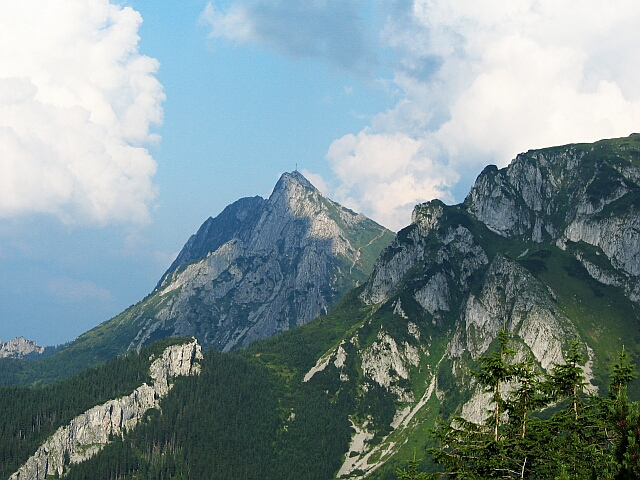
Великий Гевонт — вигляд зі заходу
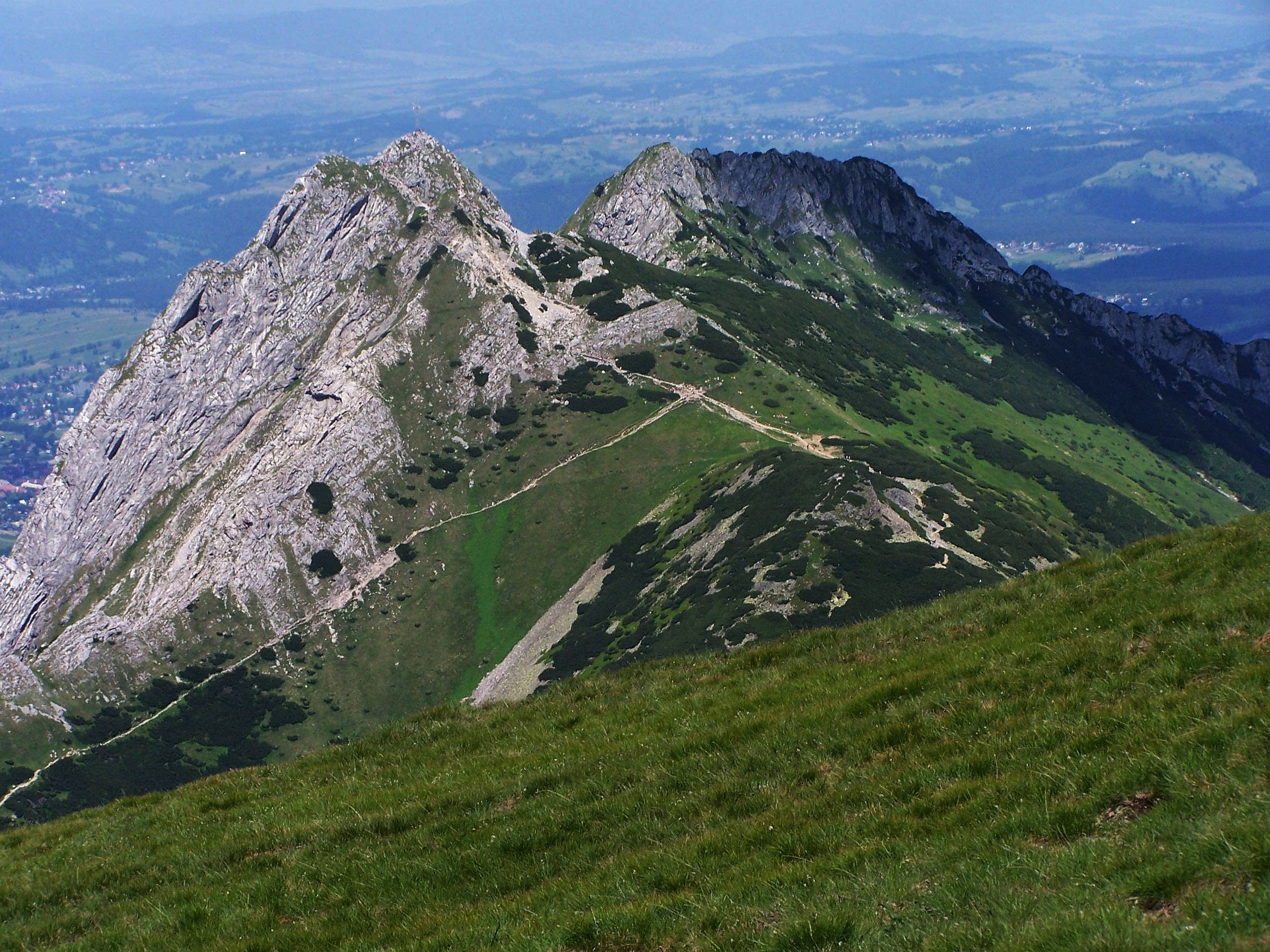
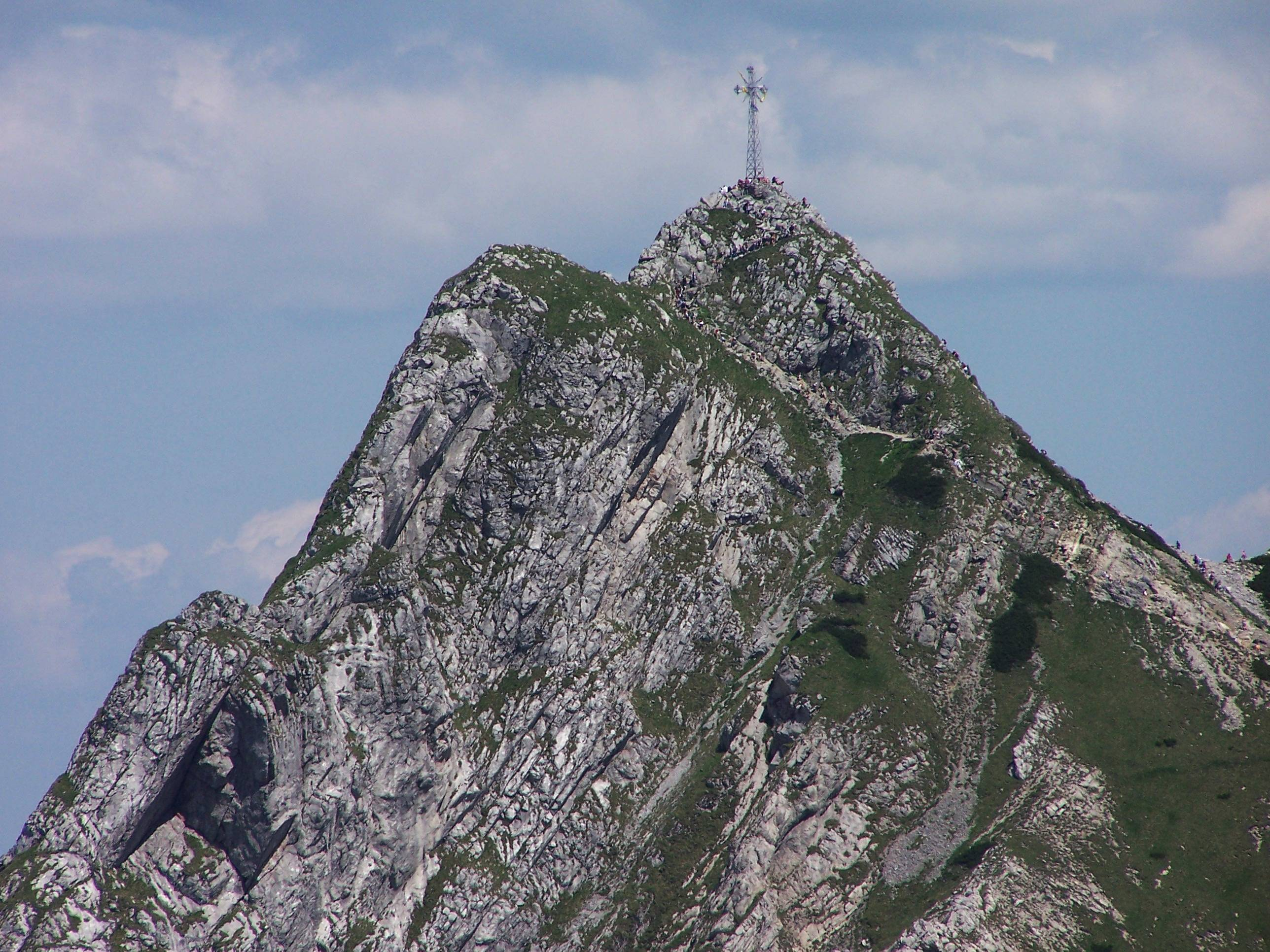
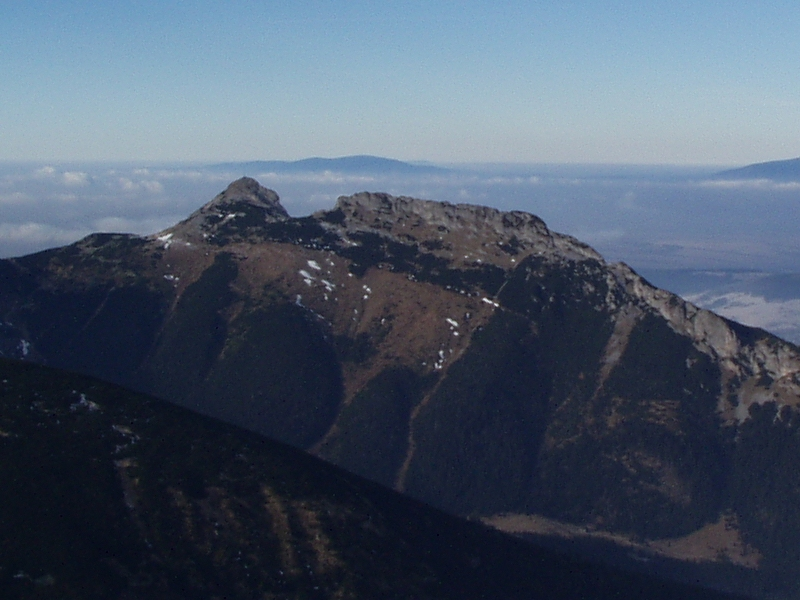
Гевонт (масив) — вигляд з півдня